# I Met You When I Was 18 (The Playlist)
I Met You When I Was 18 (The Playlist) (cách điệu thành I met you when I was 18. (the playlist)) là album tổng hợp đầu tay của ca sĩ kiêm nhạc sĩ người Mỹ Lauv.  Nó được phát hành ngày 31 tháng 5 năm 2018 bởi AWAL. Lauv đã mô tả album này là một "danh sách nhạc". Danh sách các bài hát trong album đã được cập nhật dần dần, bắt đầu vào ngày 20 tháng 10 năm 2017. Album đã được hoàn thiện vào ngày 31 tháng 5 năm 2018.
Album mở màn ở vị trí 50 trên bảng xếp hạng Billboard 200 của Mỹ với 11.000 đơn vị album tương đương.

## Hoàn cảnh ra đời
Vào ngày 20 tháng 10 năm 2017, Lauv đã công bố phát hành lần đầu tiên với album I Met You When I Was 18 (The Playlist) trên Twitter với tiêu đề của dự án và ảnh chụp màn hình của tuyên bố.
"Đây luôn là một phần của câu chuyện. Một chương trong cuộc đời tôi. Chuyển đến thành phố New York khi tôi mới 18 tuổi để học tập trong khi không biết tôi là ai hay người mà tôi muốn trở thành. Lần đầu tiên trải nghiệm tình yêu và ở trong mối quan hệ kéo dài 4 năm đã dạy tôi tất cả mọi điều về bản thân, thế giới, và cách để yêu thương. Khám phá và định nghĩa được tôi là ai và đấu tranh để có được sự tự tin để thật sự trở thành con người như vậy. Học cách tin tưởng bản thân mình kể cả khi đó là điều đáng sợ nhất. Tôi đã làm điều duy nhất mà tôi biết cách làm đó là biến những cảm xúc của mình trở thành các ca khúc và chia sẻ chúng. Nhưng các ca khúc đã bị lỗi. Lúc đó, tôi đã không nhận ra, và sự thật là tôi vẫn đang cố gắng nhưng vẫn có 1 sợi chỉ gắn kết tất cả và tất cả những gì tôi biết là tôi muốn chia sẻ nó với các bạn cùng cáchmà tôi đã gắn kết nó lại với nhau. Nên từ hôm nay, tôi sẽ đặt tất cả các ca khúc đó theo một thứ tự như là một playlist. Nó sẽ được gọi là "I Met You When I Was 18." Các mảnh ghép vẫn còn thiếu và tôi sẽ ra mắt nhiều bài hát mới để lấp đầy khoảng trống cho khi chương này của cuộc đời tôi được kể lại hoàn toàn."— Lauv trong thông báo của anh ấy về việc ra mắt dự án.

## Danh sách bài hát
| STT              | Nhan đề                         | Sáng tác                                 | Sản xuất                 | Thời lượng |
| ---------------- | ------------------------------- | ---------------------------------------- | ------------------------ | ---------- |
| 1.               | "I Like Me Better"              | Ari Leff Michael Matosic                 | Lauv                     | 3:17       |
| 2.               | "Paris In the Rain"             | Leff Matosic Michael Pollack             | Lauv                     | 3:25       |
| 3.               | "Comfortable"                   | Leff                                     | Lauv                     | 2:45       |
| 4.               | "Paranoid"                      | Leff Jesse Saint John Pollack            | Lauv                     | 3:13       |
| 5.               | "The Other"                     | Leff Matosic                             | Lauv                     | 3:09       |
| 6.               | "Reforget"                      | Leff Matosic                             | Lauv                     | 3:52       |
| 7.               | "The Story Never Ends"          | Leff Pollack Matosic Carlos Cid          | Lauv                     | 3:49       |
| 8.               | "Enemies"                       | Leff Pollack Alexander O'Neill           | Lauv Elof Loelv BloodPop | 3:15       |
| 9.               | "Come Back Home"                | Leff                                     | Lauv                     | 3:52       |
| 10.              | "Question" (feat. Travis Mills) | Leff Travis Tatum Mills                  | Lauv                     | 3:55       |
| 11.              | "Easy Love"                     | Leff Geller                              | Lauv                     | 3:44       |
| 12.              | "Adrenaline"                    | Leff                                     | Lauv                     | 3:26       |
| 13.              | "Chasing Fire"                  | Leff Pollack James Sunderland Brett Hite | Lauv                     | 3:25       |
| 14.              | "Breathe"                       | Leff Matosic DallasK                     | Lauv DallasK             | 3:58       |
| 15.              | "Bracelet"                      | Leff Pollack Andrew Goldstein            | Lauv Andrew Goldstein    | 4:22       |
| 16.              | "Getting Over You"              | Leff Matosic Tinashe Sibanda             | Lauv                     | 4:16       |
| 17.              | "Never Not"                     | Leff Pollack                             | Lauv Pollack             | 3:28       |
| Tổng thời lượng: | Tổng thời lượng:                | Tổng thời lượng:                         | Tổng thời lượng:         | 61:01      |

## Bảng xếp hạng
| Bảng xếp hạng (2018)                 | Vị trí cao nhất |
| ------------------------------------ | --------------- |
| Album Úc (ARIA)                      | 64              |
| Album Bỉ (Ultratop Vlaanderen)       | 77              |
| Album Canada (Billboard)             | 40              |
| Album Hà Lan (Album Top 100)         | 105             |
| Album Hoa Kỳ Billboard 200           | 50              |
| Album Hoa Kỳ Independent (Billboard) | 30              |

## Chứng nhận
| Quốc gia                                                    | Chứng nhận | Số đơn vị/doanh số chứng nhận |
| ----------------------------------------------------------- | ---------- | ----------------------------- |
| Đan Mạch (IFPI Đan Mạch)                                    | Vàng       | 10.000‡                       |
| Anh Quốc (BPI)                                              | Bạc        | 60.000‡                       |
| Hoa Kỳ (RIAA)                                               | Vàng       | 500.000‡                      |
| ‡ Chứng nhận dựa theo doanh số tiêu thụ và phát trực tuyến. |            |                               |